# Bryonoguchia molkenboeri
Bryonoguchia molkenboeri är en bladmossart som beskrevs av Iwatsuki och H. Inoue 1970. Bryonoguchia molkenboeri ingår i släktet Bryonoguchia och familjen Thuidiaceae. Inga underarter finns listade i Catalogue of Life.